# Calendulauda barlowi
La alondra de Barlow (Calendulauda barlowi) es una especie de ave paseriforme de la familia Alaudidae endémica del suroeste del África austral.

## Distribución y hábitat
Se encuentra únicamente en la región costera del sur de Namibia y el extremo noroccidental de Sudáfrica. Su hábitan natural son las zonas de matorral subtropical secas.

## Taxonomía
La alondra de Barlow fue descrita científicamente en 1937 por el zoólogo sudafricano Austin Roberts, clasificada en el género Pseudammomanes, y posteriormente se trasladó a los géneros Mirafra y Certhilauda, hasta que en 2009 quedó ubicada en el género Calendulauda. Anteriormente algunos taxónomos consideraron a la alondra de Barlow subespecie de la alondra del Karoo (como Certhilauda albescens barlowi) o de la alondra de las dunas (como Certhilauda erythrochlamys barlowi). 
Su nombre conmemora al conservacionista sudafricano Charles Sydney Barlow.
Se reconocen tres subespecies:
- C. b. barlowi (Roberts, 1937) - se encuentra desde el río Koichab hasta Aus (suroeste de Namibia);
- C. b. patae (Macdonald, 1953) - se extiende por la costa suroccidental de Namibia al noreste de Sudáfrica;
- C. b. cavei (Macdonald, 1953): se encuentra en el interior del suroeste de Namibia al noroseste de Sudáfrica.